# Психическое пресыщение
Психическое пресыщение (психологическое насыщение) — психологическое состояние сниженной работоспособности, вызванное однообразной, малосодержательной деятельностью, не интересной для субъекта. Основными признаками и симптомами пресыщения является потеря интереса к работе, активное желание её сменить, а также разнообразить текущий способ её выполнения.

## История
Впервые состояние психического пресыщения изучалось в школе Курта Левина.
Одна из его учениц А. Карстен исследовала особенности так называемого «психического насыщения» (нем. Psychische Sättigung). В 1927 году А. Карстен предложила методику «исследования состояния пресыщения», которая была направлена на возможности удержания и восстановления побуждения к выполнению задания. Методика состояла в том, что испытуемому предлагалось выполнить малоинтересное задание, не ограниченное по времени, например рисовать круги или черточки на листе бумаги.
Результаты исследования показали, что вначале испытуемые довольно аккуратно выполняют предложенную им работу, однако через 5—10 минут они начинают привносить в задание различные вариации: изменяют темп и ритм работы, а также размер или форму рисуемых объектов; некоторые испытуемые прибегали к «сопроводительным» действиям, например напевали, свистели, притоптывали ногами и т. д.
По мнению Карстен, подобные вариации в задании и поведенческие проявления свидетельствуют об угасании побуждения и попытках поддержания интереса к текущей деятельности. Вариации носят «профилактический» характер в однообразной деятельности, давая возможность продолжить работу, изменяя структуру заданных действий.
Позднее Карстен было обнаружено, что при изменении инструкции испытуемые в корне меняли отношение к заданной работе. После оглашения основной инструкции испытуемые 20—30 минут продолжали выполнение задания, затем экспериментатор объявлял, что оно было предложено, чтобы проверить выносливость и выдержку испытуемых. Некоторые испытуемые выражали неудовлетворенность: «Что же вы мне сразу не сказали?» — и отказывались от участия. Для других это являлось поводом для переосмысления характера деятельности, и они продолжали работу. При этом количество вариаций в работе уменьшалось.
Похожее исследование психического пресыщения было проведено И. М. Соловьевым-Элпидинскими в 1933 году в лаборатории Л. С. Выготского при работе с умственно отсталыми детьми. Был сделан вывод о том, что дети-олигофрены способны выдержать задание так же долго, как и здоровые. Однако обнаружились различия в протекании самого состояния пресыщения при его наступлении. В частности, обнаружена «полярность» их реакций: с одной стороны, у детей проявлялись грубые формы вариаций (длительные паузы, уходы от работы); с другой — дети быстро бросали надоевшую работу, не привнося в ход действий никаких изменений.

## Отличия от других психологических состояний
Состояние монотонии, которое относится к функциональным состояниям сниженной работоспособности, является следствием выполнения однообразной, стереотипной деятельности в специфических условиях: бедность окружающей среды, малый размер рабочего поля, стереотипизированные действия, так же как и состояние психического пресыщения. Несмотря на общую направленность и причины возникновения, монотония и психическое пресыщение имеют различные физиологические, психические и поведенческие проявления. При монотонии человек погружается в «дремотное» состояние, происходит его «выключение» из процесса деятельности, при этом наблюдается общее снижение активности деятельности. Состояние психического пресыщения связано с развитием яркого аффективного комплекса и активными попытками внести изменения в стереотипизированный порядок действий.

## Симптомы
В ряде работ подчеркивается, что состояние психического пресыщения характеризуется чувством раздражения и отвращения к выполняемой деятельности. Рост аффективного эмоционального комплекса выражался в изменении нейродинамических и психомоторных показателей. Шло усиление парасимпатических показателей, снижение частоты сердечных сокращений, тонуса мышц, объема вентиляции легких. По парасимпатическим реакциям состояния пресыщения схожи с монотонией.
Т В. Хроминой (1987) получены другие результаты. По ее данным, при психическом пресыщении наблюдается значимое повышение энерготрат и возрастание КГР.
Основной отличительной характеристикой психического пресыщения является качество переживаний. Кроме того, внешним показателем возникновения пресыщения является неосознанное варьирование операциональной структуры действий.

## Предрасположенность
Возникновение психического пресыщения в значительной мере обусловлено индивидуальными характеристиками работающего человека. Предрасположенность к возникновению состояния психического пресыщения демонстрируют лица со слабой нервной системой и подвижностью возбуждения, то есть характеристиками, свойственными холерическому типу темперамента.

## Профилактика и способы борьбы
Одним из способов борьбы с состоянием психического пресыщения является прекращение однообразной, неинтересной деятельности. Однако в условиях трудовой деятельности проблема психического пресыщения может решаться за счет обогащения внешней рабочей среды и содержания труда, чередования и разумного распределения рабочих нагрузок, а также учетом индивидуальных особенностей человека при подборе кадров.